# 고야스촌
고야스촌(일본어: 子安村)은 1889년 4월 1일부터 1911년 4월 1일까지 존재했던 일본 가나가와현 다치바나군의 촌이다. 

## 지리
가나가와현 다치바나키군 남부의 촌이다. 현재의 요코하마시 가나가와구 동부에 해당한다.

## 역사
- 1889년 4월 1일 - 정촌제 시행으로 고야스촌(子安村), 시라바타촌(白幡村), 니시테라오촌(西寺尾村)을 합쳐 고야스촌(子安村) 성립.
- 1911년 4월 1일 - 구 고야스촌을 요코하마시로, 구 시라바타촌을 오쓰나촌으로, 구 니시테라오촌을 아사히촌에 분할 편입, 고야스촌 폐지.
- 1927년
  - 4월 1일 - 오쓰나촌, 아사히촌이 요코하미사에 편입. 분할되었던 세 지역이 한 자치체로 됨.
  - 10월 1일 - 요코하마시에 구제 시행. 고야스촌 구역은 가나가와구가 됨.

## 교통

### 철도
- 철도성 (→ JR동일본)
  - 도카이도 본선
- 요코하마 철도
  - 하치만선 (현 요코하마선) 촌내 지역을 지나고 있지만 역은 존재하지 않았다.

### 도로
- 도카이도 (현재의 국도 제15호선)

## 참고 문헌
- 角川日本地名大辞典編纂委員会,『角川日本地名大辞典 神奈川県』1984, 角川書店